# Gurania guyanensis
Gurania guyanensis là một loài thực vật có hoa trong họ Cucurbitaceae. Loài này được (Klotzsch ex Schltdl.) Cogn. mô tả khoa học đầu tiên năm 1876.